# 真耶稣教会

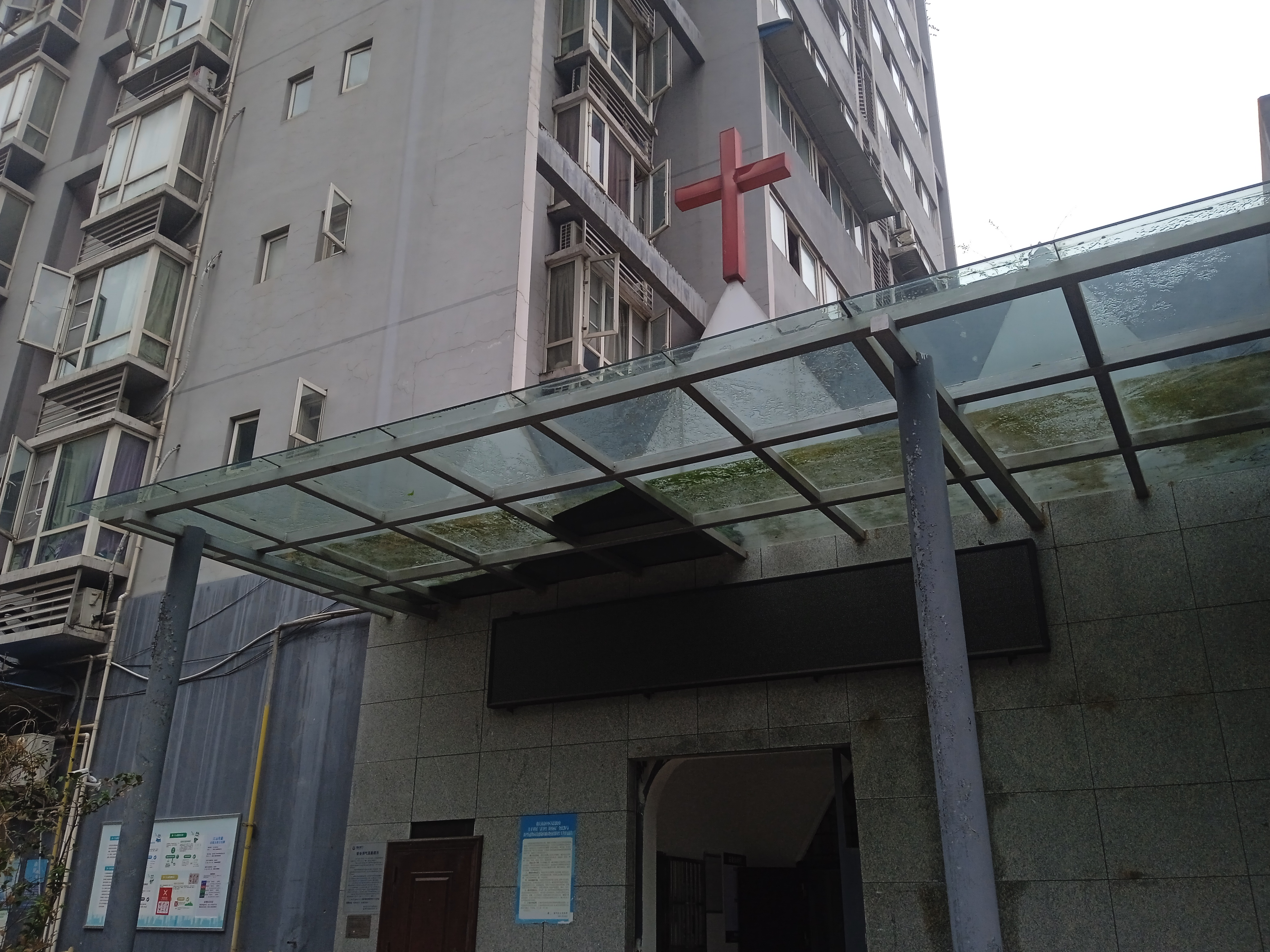
重庆的一个TJC教堂

真耶穌教會（True Jesus Church，TJC），是一个非宗派教會及中國自立教會，常被歸類為新教，创建于1917年中国北京，目前該會國際總部在美國洛杉磯。早期的聖工人員領受了聖靈和全備福音的啟示，在中國的各省份傳教。由於其福音工作的積極投入，該教會迅速地到擴張到亞洲及太平洋的其他區域。在1960年代初期，教會先後成立於北美洲、歐洲、大洋洲、非洲、拉丁美洲和俄羅斯。信徒人數大約一百五十萬人分佈於六十個國家。

## 歷史

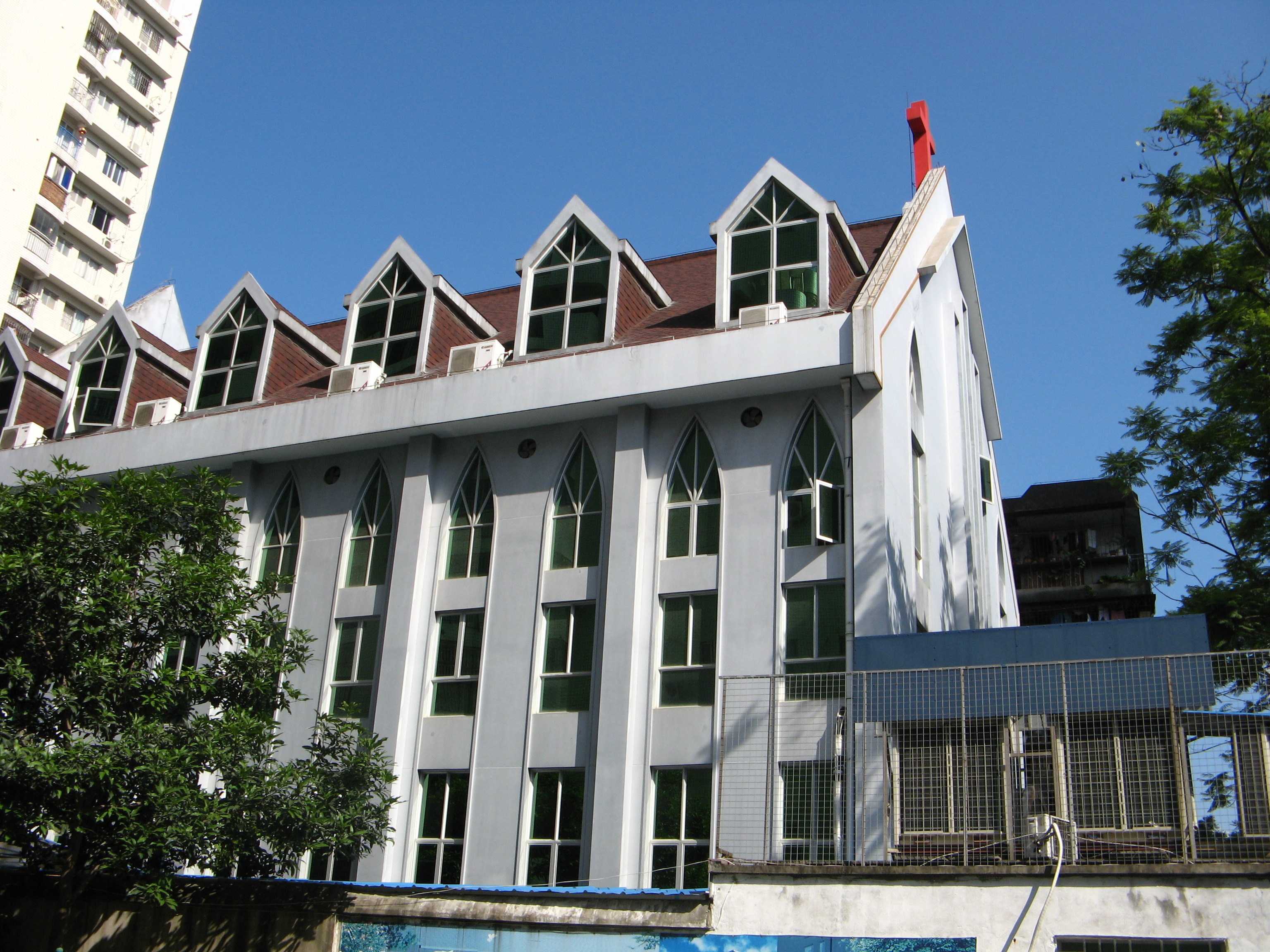
真耶稣教会背景的福州大根堂

真耶稣教会與那個時期的其他中國本地基督教團體一起獨立出現，例如小羊群、耶穌家族和基督教會幕。該教會成立於1917年的河北和山東，早期信徒受到中國使徒信仰使命、基督复臨安息日會和世界五旬節大會的某些魅力實踐的影響。一般公认魏保羅（1877年－1919年）为真耶穌教會的主要创始人 。他是河北省容城县人氏，在北京经营绸布业，曾加入伦敦会，1916年在病重期间改入使徒信心会，此后开始追求灵恩。1917年5月23日到7月1日，魏氏自称得到圣灵引导，在北京南郊的黄村镇一连禁食39天，期间前往永定门外大红门河中，面向下受浸。又创办《万国更正教报》，寄往全国各地，广为宣传，甚至为此出卖田产。又不断到各教派教堂进行辩论，为此引起诸多纠纷事件。1918年1月2日，魏保罗写信给警察总厅吴镜潭总监，申请在恩振华布庄开设真耶稣教会，该教会的会名由此而确定。1919年10月29日。
1926年，南方各省的真耶稣教会在南京召开全体大会，宣布成立总部于南京，次年迁上海虹口华德路（今长阳路）寿品里内。在中國大陸，魏保羅的兒子魏以撒（Isaac Wei，約1900-？）成為了真耶稣教会的主要領導人。他還主持了真耶稣教会向各個國家的國際擴張和有效官僚機構的建立。[11]真耶稣教会的早期領導人包括說服魏教會應該維持第七天安息日張令生以及後來出走的张巴拿巴，
1928年总部正式迁入闸北寶山路850號（橫浜路口）。1932年1月28日，在一二八事變中，寶山路真耶稣教会总部正处于交战前線，建筑被日本海军陆战队烧毁，譚配得、張撒迦等长老执事亦曾一度被日军捕走，此后总部迁移至法租界。1950年代初期，真耶稣教会作为中国自立教会，并未受到驱逐外国传教士的影响，仍处于活跃状态。1957年至1979年，真耶稣教会受到极左路线的压制和李正诚的出卖，长执下监，教友不许聚会，传教工作无法开展，一度萧条，几乎消亡。魏以撒遭到逮捕。1958年，中国各地又有一批真耶稣教会领袖作为反革命集团被捕，同时真耶稣教会的赶鬼治病活动受到批判。此后，中国大陆部分地区的真耶穌教會被令停止活动。1979年至1987年，随着中国国家宗教政策的开放，真耶稣教会才重新开始传播，慢慢得以复苏。1985年，真耶稣教会反革命集团案件被认定为定性不妥，得到中国政府的平反。

### 香港
1929年，张巴拿巴对总会决议不满，该年10月在香港另设总部“中华真耶稣教会”，自立为总监督。1930年真耶稣教会第七次大会将其除名。而真耶稣教会也实现“南北合一”。此后张巴拿巴派主要在海外发展，国内仅在武汉有张派（武汉联合会）教堂与聚会点共9处、信徒372人（当地魏派（湖北省支会）有信徒1118人） 。

### 台灣
1926年秋，曾在福建漳廈、永福等地方傳道的黃基甸趕回台灣，在台中、和美等地專事傳道工作。台中長老會郭歪（腓利門長老）首先於4月領受浸禮，於5月得聖靈，旋成立台中教會。11月設立「台灣支部」，而在線西教會召開第一次支部大會，選出郭腓利門、蔡約珥等負責人，並制定支部細則17條。翌年春，自福建差派錢亞伯、郭美徒等來台協助聖工的推展。吳道源也從鼓浪嶼遷回台南，於4月成立了台南教會。當時有日本人聖潔會福音使須田清基，於11月與山田熊喜、佐野繞子等，先後在台南受浸歸入本會。

## 組織
在中國大陸，大多數真耶穌教會的會眾都在官方管轄下活動，通常在星期六在教堂建築中作為獨立的安息日分會眾聚會，然而由於真耶穌教會的很多觀點不被接受，部分會眾成立獨立的中國家庭教會。中國以外的成員隸屬於加利福尼亞州真耶穌教會的中央主教會議。1967年，中國大陸以外的教會領袖在台灣舉行了第一屆世界代表大會，並在台灣台中設立了國際總部，並開設了神學院。總部隨後於1985年遷至加利福尼亞。真耶穌教會在1947年以前已经传入新加坡、馬來西亞、印尼、日本、韓國等国。由於1960年代和1970年代的華人移民，主要來自馬來西亞和香港的真耶穌教會的會眾，在英國各地建立一些教會，特別是在英格蘭北部和蘇格蘭，如萊斯特、紐卡斯爾、桑德蘭、埃爾金、愛丁堡和加的夫。
財團法人真耶穌教會臺灣總會：臺中市中區中政里公園路四十七號。
1. 許可機關日期：臺灣省政府民政廳 中華民國四十七年三月二十四日
2. 財產總額：370,000
3. 法人代表：林宗光
4. 董事：簡友益
5. 董事：郭頂順
6. 董事：林榮杰
7. 董事：楊金柱

## 基本信仰（十大信條）
1. 信耶穌基督係道成肉身，為拯救罪人代死在十字架上，第三天復活，升天；祂是人類唯一之救主，天地之主宰，獨一之真神。
2. 信新舊約聖經係神所默示，為證明真道唯一之根據，及信徒生活之準則。
3. 信本教會係耶穌基督藉晚雨聖靈所設立，為復興使徒時代教會之真教會。
4. 信水浸係赦罪重生之典禮，必須由已受水靈二浸者，奉主耶穌聖名，在活水中給受浸者予以低下頭之全身浸禮。
5. 信受聖靈係得天國基業之憑據，並以說靈言為受聖靈之明證。
6. 信洗腳禮係與主有分，及教訓相愛、聖潔、謙卑、服事、饒恕之典禮。對每一個受浸者，要奉主耶穌聖名給予洗腳一次；至於用水彼此洗腳，必要時亦可行之。
7. 信聖餐為紀念主死，同領主肉、主血，與主聯合，能得永生，在末日復活之典禮。要時常舉行，但必須用一個無酵餅及葡萄汁舉辦之。
8. 信安息日（星期六）為神賜福之日。但要在恩典下紀念其創造及救贖之恩，並盼望來世永遠安息而遵守之。
9. 信得救係本乎恩，也因著信；但必須依靠聖靈追求聖潔，實踐經訓，敬神愛人。
10. 信主耶穌必於世界末日從天降臨，審判萬民。義人得永生，罪人受永刑[23]。

### 實踐
真耶穌教會信奉的是非三位一體派的獨一神格五旬節神學，一般教會奉「父、子、聖靈」的名為信徒施浸，但真耶穌教會以「一神觀」否定一般教會所認同的三位一體神學觀，他們認為基督是「造物者、道、神」，因此單單奉「耶穌基督」的名為信徒施洗， 他們也認為父的名＝子的名＝聖靈的名，三者都等同於「耶穌」這個名。
教會為成人和嬰兒實施全身浸禮，並舉行聖餐禮。信徒經常說方言，通常發生在禱告的時候。
教會認為，聖禮必須根據聖經滿足三個要求。首先，這些事必定是耶穌基督親自做的，作為榜樣。其次，聖禮必須與人的得救、永生、進入天國、與耶穌有份等有直接的關係。最後，它們也必須是耶穌基督指示門徒執行的聖禮。真耶穌教會為了正確地敬拜神，信奉十大信條。根據他們的說法，一個人必須說方言才能證明他接受了聖靈。洗禮的方式也決定了救贖。正確的方式應該是頭朝下（以耶穌死亡的方式）並且只浸泡在天然（「活」）水中。
真耶穌教會五大基本教義為：洗禮、洗腳禮、聖餐、安息日、聖靈，在創教會時（1917年）就已確立：
- 洗禮：單單奉「耶穌基督」的名為信徒施洗，而且堅持受洗時信徒須以面朝下低頭方式全身浸入。
- 洗腳禮：聖職人員要奉主耶穌的名為那些凡受浸過的信徒行一次洗腳禮。
- 聖餐禮：將無酵餅、葡萄汁祝謝，成為主靈化的身體和寶血，藉聖餐禮紀念主的死、領受主的生命、與主聯合。每年舉行次數不限。
- 謹守安息日：將崇拜定在星期六，不同於一般教會在週日舉行主日崇拜。
- 切求聖靈的浸：以禱告時說靈言、身體震動，第三者可看見、聽見與否，來確認是否受了聖靈的浸。

## 活動
教會通過為成人和嬰兒進行全身浸禮，並進行聖餐禮。教會相信聖禮必須符合聖經的三個要求。首先，它們一定是由耶穌基督自己作為榜樣來完成的。其次，聖禮必須與人的得救、永生、進入天國、與耶穌有份直接相關。最後，它們必須是耶穌基督指示門徒也要執行的聖禮。